# 二宮ナナ
二宮 ナナ（にのみや なな、1992年5月10日 - ）は、日本のAV女優。ティーパワーズ所属。

## 略歴
2012年にマキシング専属でAVデビュー。趣味はバスケットボール。

## 作品

### アダルトビデオ
2012年
※マキシング専属
- 新人 二宮ナナ（1月16日）
- 温か美少女、驚きの潮吹き。（2月16日）
- 制御不能のおもらしおマ●コ（3月16日）
- ナナの潮吹きは時と場所を選ばず。（4月16日）
- 汗だくFUCK（5月16日）
- イキまくる絶頂女神。（6月16日）
- 大失禁×超お漏らし美少女（7月16日）

2013年
- 絶対的美少女、お貸しします。ACT.28（1月22日、プレステージ）
- 僕を誘惑する隣の綺麗なお姉さん（2月13日、プレステージ）
- 二宮ナナ、リアルグラマラスBODY美少女のお漏らし絶頂しまくる22本番 5時間（2月16日、マキシング）個人ベスト
- 働くオンナ2 Special Vol.42（5月10日、プレステージ）
- 天然成分由来ナナ汁100%（5月21日、プレステージ）
- スイミングインストラクター 濡れた水着と性感帯（11月7日、アタッカーズ）
- 女体拷問研究所 OUTSIDE BEHIND THE MASK EPISODE-02 媚薬モルモットの女（12月7日、アタッカーズ）

2014年
- 料理研究家志望の女 望まない絶頂が悔しくて…（1月7日、アタッカーズ）
- 弁護士の罪深き絶頂 スーツの下の性感帯（2月7日、アタッカーズ）共演:緒川凛
- 集団痴漢レイプ 女子校生、凌辱電車は止まらない（4月7日、アタッカーズ）共演:鈴音りん
- 素直になれない恋人たち（6月5日、SILK LABO）共演:羽月希
- 酔い潰れた女に手を出したら声を押し殺して感じ始めた 2（6月19日、アキノリ）共演:椎名みゆ、南梨央奈、湊莉久
- 朝ゴミ出しする近所のノーブラ奥さんとやっちゃった俺 3（7月10日、アキノリ）共演:西園寺れお、白咲碧
- 勤務中にリモバイ仕込んで働かせちゃった俺（7月10日、アキノリ）共演:川菜美鈴、野々宮ここみ
- 初めてできた彼女の友達に無理矢理何度も射精させられた。（8月5日、フリーダム）
- 酔い潰れて助手席で寝る嫁の妹に手を出した俺（8月7日、アキノリ）共演:和久井ナナ、紺野ひかる
- kira★kira BLACK GAL 黒ギャル泥酔 酒に溺れて男を襲いハメ狂う強制連続中出し（8月19日、kira☆kira）
- kira★kira STREET GAL＆おやじっち 真夏の灼熱太陽の下でW黒ギャルとビーチバレー対ケツ！のはずがギャルのプリケツが気になって集中出来ず、パンパンになった金玉と勃起チ○ポを弄ばれそのまま生ハメ中出し乱交しちゃいました（9月19日、kira☆kira）共演:桜井あゆ
- 競泳水着 顔面騎乗 2（11月5日、フリーダム）共演:堀内秋美、星川麻紀、長瀬涼子、西園寺れお、百田まゆか、石原あい、小川めるる、野宮さとみ、大森玲菜、夢実あくび、白咲碧、荒木まい、川越ゆい、栗原萌香、南梨央奈、本田莉子、摘津蜜
- 眠るとパンティにシミが出来るほど欲求不満な女は、火が付いたらチ〇ポを求めて自ら腰を振ってきた。（11月7日、DIY）共演:佐々木恋海
- 徹底的鼻（12月6日、アキノリ）
- ワーキング+（6月5日、SILK LABO）共演:あすかみみ

2015年
- 罵倒地獄番外編 センズリを馬鹿にする女（1月5日、フリーダム）共演:堀内秋美、星川麻紀、長瀬涼子、西園寺れお、森田まゆ、水野朝陽、大場ゆい、木内亜美菜、小林るな、中野翔子、小川奈緒、高司奏、井上ひとみ、新山かえで、桜咲ひな、伊藤りな、川菜美鈴、吉村みさき、江波りゅう、桜ゆい、綾瀬ゆい、長谷川夏樹、本田莉子、南梨央奈、栗原萌香、川越ゆい、荒木まい、白咲碧、夢実あくび、百田まゆか、石原あい、小川めるる、野宮さとみ、大森玲菜、摘津蜜、紺野ひかる、逢乃なのは
- ギャルVSキモメンオヤジ 強制援交部屋（1月8日、GARCON）共演:紅音レイラ、相葉レイカ
- 美人OL淫肉謝罪（1月21日、MAD）共演:鈴森汐那
- AV女優の凄テクを我慢できれば生★中出しSEX!（2月1日、ワンズファクトリー）共演:波多野結衣、大槻ひびき、佳苗るか
- 怒顔騎フェラ（1月8日、GARCON）共演:相葉レイカ、紅音レイラ、上原花恋、芹野莉奈、HIKARI、北川いつき、春乃なな、桜井あゆ
- ローション×看護師（2月19日、アキノリ）共演:あやね遥菜、川村まや
- kira★kira BLACK GAL SPECIAL ノーパン・ノーブラ黒ギャル女子校生-生姦JK連続中出し青姦修学旅行-（2月19日、kira☆kira）共演:桜井あゆ、友田彩也香、水咲あかね
- 黒ギャル日焼け跡専門デリバリーヘルス Vol.1（2月20日、虎堂）
- 中出し変態ジジイ か弱い老人のフリをして、献身的に介護してくれる3人の若嫁を犯す最低な義父（2月25日、かぐや姫（ML Works））共演:広瀬奈々美、鈴森汐那
- これぞ興奮の真骨頂! バレないように彼女の親友とこっそりヤル!10 SPECIAL（3月5日、アキノリ）共演:浅倉領花、高山えみり、花咲のどか、司ミコト、速水優香
- 現場に来たらいきなりキモメン!!キモメンレイプ（3月5日、GARCON）共演:相葉レイカ 紅音レイラ
- サウナレディのお仕事 12 真正中出しフルコーススペシャル（3月5日、SODクリエイト）共演:水野朝陽、横山みれい、羽月希
- kira★kira BLACK GALS ヤリマンGAL姉妹と24時間ラブラブ同棲性活（3月19日、kira☆kira）共演:川村まや
- Breaking Acme〜偽密偵残酷イキ地獄〜（3月25日、ベイビーエンターテイメント）
- 女子大生サークル☆中出しヤリコン（4月3日、クリスタル映像）共演:波多野結衣、若菜みなみ、早瀬ありす
- ENDRESS BLACKHOLE vol2 〜終わりなき黒い穴〜（4月25日、ベイビーエンターテイメント）共演:波多野結衣、希咲エマ、工藤美紗、海野空詩、相川恋、館山みずき、藤咲ましろ
- 人妻フェラッチオ センズリ鑑賞中にムラムラが止められない…（5月25日、かぐや姫（ML Works））共演:篠田あゆみ、内村りな、北川エリカ、広瀬奈々美、鈴森汐那

## 出演

### テレビ
- 魚拓と成瀬のツキとスッポンぽん #91,#92（2016年5月29日,6月5日、パチ・スロ サイトセブンTV）

### ウェブテレビ
- 裏ではリアル脱衣麻雀SP!!〜本戦のみんなガンバってね！！〜（2016年6月18日、AbemaTV）– 見守りセクシー女優[4]

### Vシネマ
- 雀魂（2013年10月20日、ラインコミュニケーションズ）
- 就活デスゲーム（2020年5月2日、竹書房）‐飯尾きよみ役[5]